# Jyotiraditya Rao Scindia
Jyotiraditya Rao Scindia (Bombay, 1º gennaio 1971) è un politico indiano.
Dal 2001 è il Maragià titolare di Gwalior.

## Famiglia e studi
Jyotiraditya Rao Scindia è l'unico figlio maschio di Madhav Rao Scindia, maragià di Gwalior e figura di spicco del partito del Congresso, e di Kiran Rajya Lakshmi Kumari Devi, poi nota come Madhavi Raje Sahib Scindia, figlia del generale Yuvraj Shamsher Jang Bahādur Rana del Nepal.
Ha studiato all'università di Harvard e a quella di Stanford e, in seguito, ha lavorato per Merrill Lynch e Morgan Stanley.
Il 12 dicembre 1994 ha sposato Priyadarshini Raje Sahib Gaekwad (1975), figlia di Sangramsinhrao Gaekwad, principe ereditario di Baroda, e di Asha Rajya Lakshmi Devi Rana del Nepal. Dal matrimonio sono nati un figlio ed una figlia:
- Mahānaaryaman Rao Scindia Bahādur (1995)
- Ananya Raje Scindia (2002)[1]

## Carriera politica
Jyotiraditya Scindia è stato eletto alla Lok Sabha nel febbraio 2002 nel collegio di Guna, che era stato il collegio tradizionale di suo padre. È stato rieletto alla Lok Sabha nel maggio 2004 e nuovamente nel 2009 quando è stato nominato ministro di stato dell'Unione indiana per il commercio e l'industria.